# Proteuxoa leptochroa
Proteuxoa leptochroa là một loài bướm đêm thuộc họ Noctuidae. Nó được tìm thấy ở New South Wales.